# オークスカナルパークホテル富山
オークスカナルパークホテル富山（オークスカナルパークホテルとやま、英: OARKS CANAL PARK HOTEL TOYAMA）は、富山県富山市の富山駅北口付近に所在する、オークスが運営するホテルである。

## 概要
富山市牛島地区市街地再開発事業の核として、1997年9月10日に市街地再開発準備組合とオークスがホテル出資の覚書を交わし、1998年12月25日に富山アーバンプレイスの隣接地約2,800 m2の敷地にて着工、2000年9月1日に開業した。
地上14階、地下1階建てて延床面積約14,000 m2。6階には開放的な広場が特徴のチャペルが設けられている。第32回富山県建築賞入選。
2020年4月25日からしばらくの間、新型コロナウイルス感染症の軽症者・無症状者の療養施設となっていた時期がある。

## 交通アクセス
- 富山地方鉄道富山港線 オークスカナルパークホテル富山前停留場からすぐ。
- 北陸新幹線・あいの風とやま鉄道線・高山本線 富山駅から徒歩2分。
- E8 北陸自動車道 富山ICから富山駅方面へ約25分。